# Giuseppe Raffo
Giuseppe Raffo (Tunisi, 9 febbraio 1795 – Parigi, 2 ottobre 1862) è stato un politico e imprenditore tunisino.
È stato un uomo politico e imprenditore tra i più influenti della Tunisia ottocentesca, al cui rinnovamento ha contribuito profondamente.

## Biografia
Il padre, Giovanni Battista Felice Raffo, nato nel 1747, era uno schiavo originario dei dintorni di Chiavari in Liguria, catturato nel 1770 dai corsari barbareschi. Affrancatosi e avviata un'attività artigianale nella città di Tunisi, svolse anche funzioni di interprete per conto di Ali II ibn Hussein bey e successivamente di Hammuda ibn Ali bey e al-Husayn II ibn Mahmud bey. Sposò Giovanna Terrazzani, nata nel 1760, e alla morte avvenuta nel 1823 lasciò una figlia, Elena Grazia nata nel 1784, e un figlio maschio, Giuseppe Maria appunto.
Giuseppe Maria Raffo, introdotto a corte dal padre, poté sfruttare anche la parentela acquisita col fratello dei bey, Mustafà, in seguito alla conversione della sorella Elena che ne divenne la seconda moglie col nome di Lalla Aisha. Nel 1835, morto Hussein senza eredi, Mustafa Bey salì al potere, e alla morte di lui, nel 1837, fu la volta di suo figlio Ahmad I ibn Mustafa, avuto dalla prima moglie, una ex schiava tabarchina di nome Francesca Rosso.
Giuseppe Maria Raffo, che sotto Husayn bey era stato semplice bashi kasâk (un titolo onorifico corrispondente grosso modo a "guardarobiere"') e sotto il cognato Mustafà si era guadagnato il titolo di primo interprete e membro del Consiglio di stato, divenne sotto Ahmad (che lo considerava a tutti gli effetti suo zio) uno dei più diretti consiglieri del sovrano, svolgendo in pratica le funzioni di ministro degli Esteri.

### L'attività politica
Raffo ispirò la politica riformatrice di Ahmad bey e il progressivo avvicinamento della Reggenza di Tunisi alle potenze europee, guidando nel 1846 una missione diplomatica in Gran Bretagna insieme al console inglese Richard Wood (in realtà un ebreo siriano di nome Rhattab, convertito al cattolicesimo e futuro consuocero del Raffo); in quello stesso anno organizzò la visita di stato, prima di un sovrano tunisino all'estero, di Ahmad a Parigi, durante la quale il bey ottenne un clamoroso successo diplomatico avviando il processo di affrancamento del proprio paese dal protettorato ottomano.
Sotto Ahmad, Raffo, rimasto sempre fervente cattolico, favorì il dialogo interreligioso e ottenne particolari riconoscimenti dei diritti dei sudditi cristiani ed ebrei; favorì l'abolizione della schiavitù (con due anni d'anticipo rispetto all'analogo provvedimento negli Stati Uniti) e incoraggiò in particolare le relazioni col Regno di Sardegna, ottenendo per questa attività, pur non essendo suddito sabaudo, i titoli di barone (1849) e poi di conte (1851).
La dedizione alla causa del rinnovamento politico e sociale del paese africano contribuirono a rafforzare la fiducia accordatagli dal sovrano, che lo chiamava la sua gemma nel vezzo dei grandi, e al tempo stesso a guadagnargli le simpatie della Francia, che gli conferì la Legion d'onore, e della Chiesa, che lo fece membro dell'Ordine di San Gregorio Magno.
Raffo fu anche in contatto con esponenti del Risorgimento italiano, annoverando tra i propri collaboratori il mazziniano genovese Gaetano Fedriani e sostenendo Giuseppe Garibaldi, che per un certo periodo fu anche alle dipendenze della marina tunisina.
Alla morte di Ahmad bey, i pur contraddittori tentativi di rinnovamento furono portati avanti dal suo successore e cugino (Ahmad non aveva avuto figli), Muhammad II ibn al-Husayn bey, di cui Raffo era cognato: la sorella di sua moglie (la sarda Francesca Benedetta Sanna), si era infatti convertita all'Islam ed era divenuta la sesta moglie di Muhammad.
Raffo contribuì tra l'altro alla promulgazione della Carta Fondamentale del 1857 (la prima costituzione di un paese islamico), ma alla morte del nuovo sovrano, nel 1859, venne allontanato dal potere dall'astro nascente della politica tunisina, l'ex schiavo chiotico Khaznadar, nominato da Muhammad III as-Sadiq bey primo ministro.
Ritiratosi a vita privata a Parigi, Raffo si spense nel 1862: la traslazione della sua salma nel cimitero cattolico di Tunisi, nel 1863, vide la partecipazione delle massime autorità dello stato, del corpo diplomatico, della comunità cattolica e di esponenti di tutte le altre confessioni presenti nel paese.

### L'attività imprenditoriale
Raffo trasse ingenti profitti dalla sua attività politica, che gli consentì di entrare in contatto con imprenditori e finanzieri europei (soprattutto genovesi e francesi) dei quali favorì la penetrazione economica e commerciale in Tunisia e con i quali divenne spesso socio d'affari. I suoi interessi furono legati soprattutto allo sfruttamento delle tonnare tunisine, (e soprattutto di quelle ricchissime di Sidi Daud, per le quali già il padre aveva ottenuto una concessione), all'attività mineraria e ai trasporti marittimi.
Legato in particolare alla compagnia di navigazione di Raffaele Rubattino, trasse ingenti fortune dall'insieme delle proprie attività, al punto che le sue ricchezze divennero leggendarie, e così la sua residenza nel sobborgo elegante della Marsa, visitata da tutti i viaggiatori stranieri dell'epoca, attratti dalla fama dei suoi giardini. Le attività economiche furono continuate con minore fortuna dai suoi figli e nipoti, detentori di grandi fortune che investirono in parte nel tentativo di salvare le disastrate finanze tunisine prima dell'avvento (1881) del protettorato francese, dopo il quale i Raffo mantennero ancora interessi in Tunisia, soprattutto nel ramo delle tonnare, rimaste in gestione alla famiglia fino ai primi del Novecento e cedute poi ad altri imprenditori di origine ligure. 

### L'attività filantropica
Raffo destinò non poche risorse a favore della comunità cattolica di Tunisi, formata, prima della massiccia immigrazione siciliana, prevalentemente da Tabarchini e Maltesi. Fece rinnovare o costruire i luoghi di culto, sostenne l'attività benefica dei padri Cappuccini, particolarmente apprezzata anche da Ahmad bey, e non trascurò neppure di aiutare iniziative filantropiche in Europa e soprattutto nella sua terra di antica origine, la Liguria. Qui finanziò ad esempio la riedificazione della cattedrale di Chiavari e, per i suoi generosi contributi, fu nominato persino presidente onorario del locale Asilo infantile.

## Influenza di Raffo nella Tunisia dell'Ottocento
Giuseppe Maria Raffo rappresenta un caso straordinariamente interessante, quanto poco noto, di uomo politico e imprenditore che seppe proporsi come mediatore tra due culture apparentemente inconciliabili: rimasto sempre cattolico ed “europeo” per gusti e cultura (al punto da fare educare i propri figli a Parigi, città che frequentò assiduamente), fu costantemente fedele alla causa del paese in cui era nato e nel quale si erano sviluppate le sue fortune politiche ed economiche.
Attraverso la sua attività, un sovrano aperto alle esigenze di riforma come Ahmad bey riuscì ad avviare una politica che nel lungo periodo ha contribuito non poco a fare della Tunisia moderna un paese particolarmente aperto al dialogo interculturale e alle relazioni con l'Europa, senza per questo rinunciare alla matrice arabo-berbera e islamica (ma fortemente laicizzata) della propria cultura. Al tempo stesso, Raffo seppe intelligentemente conciliare questi ideali di dialogo con la cura dei propri affari personali, proponendosi come esempio singolare di magnate afro-europeo con interessi sparsi in tutto il bacino del Mediterraneo e oltre. Le vicende storiche successive, con l'avvento del colonialismo francese e il radicalizzarsi dei nazionalismi, hanno contribuito a eclissare la figura, per certi aspetti sconcertante, di uomo un non certo "diviso" tra due mondi, ma capace al contrario di sintetizzare in sé le esigenze di dialogo tra le culture di cui fu in vario modo partecipe.